# میلیاردرهای جهان
مجله فوربز، در ارزیابی سالانه خود، اموال و دارایی‌های ثروتمندان جهان را تحت عنوان میلیاردرهای جهان (به انگلیسی: The World's Billionaires) منتشر می‌نماید. این فهرست از سال ۱۹۸۷ تاکنون، هر ساله در ماه مارس منتشر می‌شود.
در طول ۲۰ سال گذشته، میلیاردر آمریکایی بیل گیتس ۱۵ بار در صدر این لیست قرار گرفته‌است. وی از سال ۱۹۹۴ تا ۲۰۰۹ به‌عنوان ثروتمندترین فرد جهان، شناخته می‌شد، ولی سال ۲۰۱۰ کارلوس اسلیم (مالک شرکت آمریکا موویل) در صدر این فهرست قرار گرفت و برای ۴ سال پیاپی عنوان ثروتمندترین فرد جهان را به خود اختصاص داد. در سال ۲۰۱۴ این بنیانگذار مایکروسافت بود، که پس از ۴ سال که در رتبه دوم این لیست جای داشت، بار دیگر در صدر فهرست قرار گرفت.
ولی در تاریخ ۶ مارس ۲۰۱۸، جف بیزوس مدیرعامل و مؤسس شرکت آمازون، با ۱۱۲ میلیارد دلار دارایی ثبت‌شده، از بیل گیتس پیشی گرفت و به‌عنوان ثروتمندترین فرد جهان شناخته شد. در سال ۲۰۲۲، او پس از سه سال قرار گرفتن در صدر این فهرست جای خود را به ایلان ماسک داد.
در مارس ۲۰۲۳ برنار آرنو ثروتمندترین فرد دنیا است و اولین فرانسوی است که این جایگاه را بدست          می آورد.

## رتبه‌بندی سالانه

### علائم و اختصارات
| آیکون   | شرح                                 |
| ------- | ----------------------------------- |
| بی‌تغییر | تغییری نسبت به رتبه قبلی نداشته‌است. |
| افزایش  | نسبت به رتبه قبلی افزایش داشته‌است.  |
| کاهش    | نسبت به رتبه قبلی کاهش داشته‌است.    |

### ۲۰۲۳
در مجموع، ثروت میلیاردرهای کره زمین در مارس 2023 ، 12.2 تریلیون دلار است که کاهش 500 میلیارد دلاری نسبت به 12.7 تریلیون دلار در مارس 2022 را نشان می دهد.
ایالات متحده با داشتن 735 نفر از اعضای فهرست، با ارزش جمعی 4.5 تریلیون دلار، همچنان دارای بیشترین میلیاردرها است. چین (شامل هنگ کنگ و ماکائو) با 562 میلیاردر با ارزش 2 تریلیون دلار در رتبه دوم باقی مانده است و پس از آن هند با 169 میلیاردر به ارزش 675 میلیارد دلار قرار دارد.
| رتبه | نام                    | ثروت خالص (دلار آمریکا) | سن | شهروندی             | منشأ ثروت                 |
| ---- | ---------------------- | ----------------------- | -- | ------------------- | ------------------------- |
| ۱    | برنار آرنو و خانواده   | $۲۱۱ میلیارد            | ۷۴ | فرانسه              | ال و ام هاش               |
| ۲    | ایلان ماسک             | $۱۸۰ میلیارد            | ۵۱ | ایالات متحده آمریکا | تسلا موتورز، اسپیس‌اکس     |
| ۳    | جف بیزوس               | $۱۱۴ میلیارد            | ۵۹ | ایالات متحده آمریکا | شرکت آمازون               |
| ۴    | لری الیسون             | $۱۰۷ میلیارد            | ۷۸ | ایالات متحده آمریکا | اورکل کورپوریشن           |
| ۵    | وارن بافت              | $۱۰۶ میلیارد            | ۹۲ | ایالات متحده آمریکا | برکشیر هاتاوی             |
| ۶    | بیل گیتس               | $۱۰۴ میلیارد            | ۶۷ | ایالات متحده آمریکا | مایکروسافت                |
| ۷    | مایکل بلومبرگ          | $۹۴/۵ میلیارد           | ۸۱ | ایالات متحده آمریکا | بلومبرگ ال.پی             |
| ۸    | کارلوس اسلیم و خانواده | $۹۳ میلیارد             | ۸۳ | مکزیک               | آمریکا موویل، گروپو کارسو |
| ۹    | موکش آمبانی            | $۸۳/۴ میلیارد           | ۶۵ | هند                 | ریلاینس اینداستریز        |
| ۱۰   | استیو بالمر            | $۸۰/۷ میلیارد           | ۶۷ | ایالات متحده آمریکا | مایکروسافت                |
|      |                        |                         |    |                     |                           |

### ۲۰۲۲
در ۳۶مین فهرست سالیانه میلیاردرهای جهان فوربز، شامل ۲٬۶۶۸ میلیاردر با ثروت کل ۱۲٫۷ تریلیون دلار آمریکاست که ۹۷ نفر کمتر از سال ۲۰۲۱ است.
| شماره | نام                  | ثروت خالص (دلار آمریکا) | سن | شهروندی             | منبع (های) ثروت     |
| ----- | -------------------- | ----------------------- | -- | ------------------- | ------------------- |
| ۱     | ایلان ماسک           | $۲۱۹میلیارد             | ۵۰ | ایالات متحده آمریکا | شرکت تسلا، اسپیس‌اکس |
| ۲     | جف بیزوس             | $۱۷۷میلیارد             | ۵۸ | ایالات متحده آمریکا | آمازون              |
| ۳     | برنار آرنو و خانواده | $۱۵۸میلیارد             | ۷۳ | فرانسه              | ال و ام هاش         |
| ۴     | بیل گیتس             | $۱۲۹میلیارد             | ۶۶ | ایالات متحده آمریکا | مایکروسافت          |
| ۵     | وارن بافت            | $۱۱۸میلیارد             | ۹۱ | ایالات متحده آمریکا | برکشیر هاتاوی       |
| ۶     | لری پیج              | $۱۱۱میلیارد             | ۴۹ | ایالات متحده آمریکا | آلفابت              |
| ۷     | سرگئی برین           | $۱۰۷میلیارد             | ۴۸ | ایالات متحده آمریکا | آلفابت              |
| ۸     | لری الیسون           | $۱۰۶میلیارد             | ۷۷ | ایالات متحده آمریکا | اورکل کورپوریشن     |
| ۹     | استیو بالمر          | $۹۱٫۴میلیارد            | ۶۶ | ایالات متحده آمریکا | مایکروسافت          |
| ۱۰    | موکش آمبانی          | $۹۰٫۷میلیارد            | ۶۴ | هند                 | ریلاینس اینداستریز  |

### ۲۰۲۱
۳۵مین فهرست سالیانه میلیاردرهای جهان فوربز، دربرگیرنده ۲٬۷۵۵ میلیاردر با ثروت خالص کل ۱۳٬۱ تریلیون دلار بود که ۶۶۰ نفر بیشتر از سال ۲۰۲۰ بود؛ ۸۶٪ از این میلیاردرها ثروت بیشتری نسبت به سال پیش داشتند.
| رتبه | نام                  | ثروت خالص (دلار آمریکا) | سن | شهروندی             | منشأ ثروت             |
| ---- | -------------------- | ----------------------- | -- | ------------------- | --------------------- |
| ۱    | جف بیزوس             | $۱۷۷ میلیارد            | ۵۷ | ایالات متحده آمریکا | شرکت آمازون           |
| ۲    | ایلان ماسک           | $۱۵۱ میلیارد            | ۴۹ | ایالات متحده آمریکا | تسلا موتورز، اسپیس‌اکس |
| ۳    | برنار آرنو و خانواده | $۱۵۰ میلیارد            | ۷۲ | فرانسه              | ال و ام هاش           |
| ۴    | بیل گیتس             | $۱۲۴ میلیارد            | ۶۵ | ایالات متحده آمریکا | مایکروسافت            |
| ۵    | مارک زاکربرگ         | $۹۷ میلیارد             | ۳۶ | ایالات متحده آمریکا | شرکت فیس‌بوک           |
| ۶    | وارن بافت            | $۹۶ میلیارد             | ۹۰ | ایالات متحده آمریکا | برکشیر هاتاوی         |
| ۷    | لری الیسون           | $۹۳ میلیارد             | ۷۶ | ایالات متحده آمریکا | اورکل کورپوریشن       |
| ۸    | لری پیج              | $۹۱٫۵ میلیارد           | ۴۸ | ایالات متحده آمریکا | آلفابت                |
| ۹    | سرگئی برین           | $۸۹ میلیارد             | ۴۷ | ایالات متحده آمریکا | آلفابت                |
| ۱۰   | موکش آمبانی          | $۸۴٫۵ میلیارد           | ۶۳ | هند                 | ریلاینس اینداستریز    |

### ۲۰۲۰
در ۳۴مین فهرست سالانه فوربز از میلیاردرهای جهان، این فهرست شامل ۲۰۹۵ میلیاردر با ثروت خالص ۸ تریلیون دلار بود، که ۵۸ نفر و ۷۰۰ میلیارد دلار نسبت به سال ۲۰۱۸ کاهش داشت. این فهرست در ۱۸ مارس نهایی شد، به همین دلیل تا حدی تحت تأثیر دنیاگیری کروناویروس قرار گرفته‌است.
| رتبه | نام                  | ثروت خالص (دلار آمریکا) | سن | شهروندی             | منشأ ثروت      |
| ---- | -------------------- | ----------------------- | -- | ------------------- | -------------- |
| ۱    | جف بیزوس             | $۱۱۳ میلیارد            | ۵۶ | ایالات متحده آمریکا | آمازون         |
| ۲    | بیل گیتس             | $۹۸ میلیارد             | ۶۴ | ایالات متحده آمریکا | مایکروسافت     |
| ۳    | برنار آرنو و خانواده | $۷۶ میلیارد             | ۷۱ | فرانسه              | ال و ام هاش    |
| ۴    | وارن بافت            | $۶۷٫۵ میلیارد           | ۸۹ | ایالات متحده آمریکا | برکشایر هاتاوی |
| ۵    | کیت الیسون           | $۵۹ میلیارد             | ۷۵ | ایالات متحده آمریکا | ابرشرکت اوراکل |
| ۶    | آمانسیو اورتگا       | $۵۵٫۱ میلیارد           | ۸۴ | اسپانیا             | ایندیتکس، زارا |
| ۷    | مارک زاکربرگ         | $۵۴٫۷ میلیارد           | ۳۵ | ایالات متحده آمریکا | فیس‌بوک         |
| ۸    | جیم والتون           | $۵۴٫۶ میلیارد           | ۷۱ | ایالات متحده آمریکا | وال‌مارت        |
| ۹    | آلیس والتون          | $۵۴٫۴ میلیارد           | ۷۰ | ایالات متحده آمریکا | والمارت        |
| ۱۰   | اس. رابسون والتون    | $۵۴٫۱ میلیارد           | ۷۷ | ایالات متحده آمریکا | والمارت        |

### ۲۰۱۹
| رتبه | نام            | ثروت خالص (دلار آمریکا) | سن | شهروندی             | منشأ ثروت                 |
| ---- | -------------- | ----------------------- | -- | ------------------- | ------------------------- |
| ۱    | جف بیزوس       | $۱۳۱ میلیارد            | ۵۵ | ایالات متحده آمریکا | آمازون                    |
| ۲    | بیل گیتس       | $۹۶٫۵ میلیارد           | ۶۳ | ایالات متحده آمریکا | مایکروسافت                |
| ۳    | وارن بافت      | $۸۲٫۵ میلیارد           | ۸۸ | ایالات متحده آمریکا | برکشایر هاتاوی            |
| ۴    | برنار آرنو     | $۷۶ میلیارد             | ۷۰ | فرانسه              | ال و ام هاش               |
| ۵    | کارلوس اسلیم   | $۶۴ میلیارد             | ۷۹ | مکزیک               | آمریکا موویل، گروپو کارسو |
| ۶    | آمانسیو اورتگا | $۶۲٫۷ میلیارد           | ۸۲ | اسپانیا             | ایندیتکس، زارا            |
| ۷    | لری الیسون     | $۶۲٫۵ میلیارد           | ۷۴ | ایالات متحده آمریکا | شرکت اوراکل               |
| ۸    | مارک زاکربرگ   | $۶۲٫۳ میلیارد           | ۳۴ | ایالات متحده آمریکا | فیس‌بوک                    |
| ۹    | مایکل بلومبرگ  | $۵۵٫۵ میلیارد           | ۷۷ | ایالات متحده آمریکا | بلومبرگ ال.پی.            |
| ۱۰   | لری پیج        | $۵۰٫۸ میلیارد           | ۴۵ | ایالات متحده آمریکا | آلفابت                    |

### ۲۰۱۸
| رتبه | نام            | ثروت خالص (دلار آمریکا) | سن | شهروندی             | منشأ ثروت                 |
| ---- | -------------- | ----------------------- | -- | ------------------- | ------------------------- |
| ۱    | جف بیزوس       | $۱۱۲٫۰ میلیارد          | ۵۴ | ایالات متحده آمریکا | آمازون                    |
| ۲    | بیل گیتس       | $۹۰٫۰ میلیارد           | ۶۲ | ایالات متحده آمریکا | مایکروسافت                |
| ۳    | وارن بافت      | $۸۴٫۰ میلیارد           | ۸۷ | ایالات متحده آمریکا | برکشایر هاتاوی            |
| ۴    | برنار آرنو     | $۷۲٫۰ میلیارد           | ۶۹ | فرانسه              | ال و ام هاش               |
| ۵    | مارک زاکربرگ   | $۷۱٫۰ میلیارد           | ۳۳ | ایالات متحده آمریکا | فیس‌بوک                    |
| ۶    | آمانسیو اورتگا | $۷۰٫۰ میلیارد           | ۸۱ | اسپانیا             | ایندیتکس، زارا            |
| ۷    | کارلوس اسلیم   | $۶۷٫۱ میلیارد           | ۷۸ | مکزیک               | آمریکا موویل، گروپو کارسو |
| ۸    | چارلز جی. کوک  | $۶۰٫۰ میلیارد           | ۸۲ | ایالات متحده آمریکا | صنایع کوک                 |
| ۸    | دیوید کوک      | $۶۰٫۰ میلیارد           | ۷۷ | ایالات متحده آمریکا | صنایع کوک                 |
| ۱۰   | لری الیسون     | $۵۸٫۵ میلیارد           | ۷۳ | ایالات متحده آمریکا | شرکت اوراکل               |

### ۲۰۱۷
برای چهارمین سال پیاپی، بیل گیتس از سوی فهرست میلیاردهای جهان سال ۲۰۱۷ مجله فوربز به عنوان ثروتمندترین شخص جهان معرفی شد.
| رتبه | نام            | ثروت خالص (دلار آمریکا) | سن | شهروندی             | منشأ ثروت                 |
| ---- | -------------- | ----------------------- | -- | ------------------- | ------------------------- |
| ۱    | بیل گیتس       | $۸۶٫۰ میلیارد           | ۶۱ | ایالات متحده آمریکا | مایکروسافت                |
| ۲    | وارن بافت      | $۷۵٫۶ میلیارد           | ۸۷ | ایالات متحده آمریکا | برکشایر هاتاوی            |
| ۳    | جف بیزوس       | $۷۲٫۸ میلیارد           | ۵۳ | ایالات متحده آمریکا | شرکت آمازون               |
| ۴    | آمانسیو اورتگا | $۷۱٫۳ میلیارد           | ۸۱ | اسپانیا             | ایندیتکس، زارا            |
| ۵    | مارک زاکربرگ   | $۵۶٫۰ میلیارد           | ۳۳ | ایالات متحده آمریکا | فیس‌بوک                    |
| ۶    | کارلوس اسلیم   | $۵۴٫۵ میلیارد           | ۷۷ | مکزیک               | آمریکا موویل، گروپو کارسو |
| ۷    | لری الیسون     | $۵۲٫۲ میلیارد           | ۷۳ | ایالات متحده آمریکا | شرکت اوراکل               |
| ۸    | چارلز جی. کوک  | $۴۸٫۳ میلیارد           | ۸۱ | ایالات متحده آمریکا | صنایع کوک                 |
| ۸    | دیوید کوک      | $۴۸٫۳ میلیارد           | ۷۷ | ایالات متحده آمریکا | صنایع کوک                 |
| ۱۰   | مایکل بلومبرگ  | $۴۰٫۰ میلیارد           | ۷۵ | ایالات متحده آمریکا | بلومبرگ ال. پی.           |

### ۲۰۱۶
| رتبه | نام            | ثروت خالص (دلار آمریکا) | سن | شهروندی             | منشأ ثروت          |
| ---- | -------------- | ----------------------- | -- | ------------------- | ------------------ |
| ۱    | بیل گیتس       | ۷۵ میلیارد دلار         | ۶۰ | ایالات متحده آمریکا | مایکروسافت         |
| ۲    | آمانسیو اورتگا | ۶۷ میلیارد دلار         | ۷۹ | اسپانیا             | ایندیتکس           |
| ۳    | وارن بافت      | ۶۰٫۸ میلیارد دلار       | ۸۵ | ایالات متحده آمریکا | برکشایر هاتاوی     |
| ۴    | کارلوس اسلیم   | ۵۰ میلیارد دلار         | ۷۶ | مکزیک               | تلمکس، گروپو کارسو |
| ۵    | جف بزوس        | ۴۵٫۲ میلیارد دلار       | ۵۲ | ایالات متحده آمریکا | شرکت آمازون        |
| ۶    | مارک زاکربرگ   | ۴۴٫۶ میلیارد دلار       | ۳۱ | ایالات متحده آمریکا | فیس‌بوک             |
| ۷    | لری الیسون     | ۴۳٫۶ میلیارد دلار       | ۷۱ | ایالات متحده آمریکا | شرکت اوراکل        |
| ۸    | مایکل بلومبرگ  | ۴۰ میلیارد دلار         | ۷۴ | ایالات متحده آمریکا | بلومبرگ ال. پی.    |
| ۹    | چارلز کوک      | ۳۹٫۶ میلیارد دلار       | ۸۰ | ایالات متحده آمریکا | صنایع کوک          |
| ۹    | دیوید اچ. کوک  | ۳۹٫۶ میلیارد دلار       | ۷۵ | ایالات متحده آمریکا | صنایع کوک          |
| ۱۰   | لیلیان بتنکور  | ۳۶٫۱ میلیارد دلار       | ۹۳ | فرانسه              | لورئال             |

### ۲۰۱۵
| رتبه | نام            | دارایی خالص (دلار آمریکا) | سن | شهروندی             | منبع کسب ثروت      |
| ---- | -------------- | ------------------------- | -- | ------------------- | ------------------ |
| ۱    | بیل گیتس       | $ ۷۹٫۲ میلیارد            | ۵۹ | ایالات متحده آمریکا | مایکروسافت         |
| ۲    | کارلوس اسلیم   | $ ۷۷٫۱ میلیارد            | ۷۵ | مکزیک               | تلمکس، گروپو کارسو |
| ۳    | وارن بافت      | $ ۷۲٫۷ میلیارد            | ۸۴ | ایالات متحده آمریکا | برکشایر هاتاوی     |
| ۴    | آمانسیو اورتگا | $ ۶۴٫۵ میلیارد            | ۷۸ | اسپانیا             | ایندیتکس           |
| ۵    | لری الیسون     | $ ۵۴٫۳ میلیارد            | ۷۰ | ایالات متحده آمریکا | شرکت اوراکل        |
| ۶    | چارلز کوک      | $ ۴۲٫۹ میلیارد            | ۷۹ | ایالات متحده آمریکا | صنایع کوک          |
| ۷    | دیوید کوک      | $ ۴۲٫۹ میلیارد            | ۷۴ | ایالات متحده آمریکا | صنایع کوک          |
| ۸    | کریستی والتون  | $ ۴۱٫۷ میلیارد            | ۶۰ | ایالات متحده آمریکا | وال‌مارت            |
| ۹    | جیم والتون     | $ ۴۰٫۶ میلیارد            | ۶۶ | ایالات متحده آمریکا | وال‌مارت            |
| ۱۰   | لیلیان بتنکور  | $ ۴۰٫۱ میلیارد            | ۹۲ | فرانسه              | لورئال             |

### ۲۰۱۴
| رتبه | نام            | دارایی خالص (دلار آمریکا) | سن | شهروندی             | منبع کسب ثروت  |
| ---- | -------------- | ------------------------- | -- | ------------------- | -------------- |
| ۱    | بیل گیتس       | ۷۷٫۲ $ میلیارد            | ۵۸ | ایالات متحده آمریکا | مایکروسافت     |
| ۲    | کارلوس اسلیم   | ۷۱٫۹ $ میلیارد            | ۷۴ | مکزیک               | آمریکا موویل   |
| ۳    | آمانسیو اورتگا | ۶۵٫۳ $ میلیارد            | ۷۷ | اسپانیا             | ایندیتکس       |
| ۴    | وارن بافت      | ۶۳٫۵ $ میلیارد            | ۸۳ | ایالات متحده آمریکا | برکشایر هاتاوی |
| ۵    | لری الیسون     | ۵۱٫۰ $ میلیارد            | ۷۰ | ایالات متحده آمریکا | شرکت اوراکل    |
| ۶    | چارلز کوک      | ۴۰٫۶ $ میلیارد            | ۷۸ | ایالات متحده آمریکا | صنایع کوک      |
| ۷    | دیوید کوک      | ۴۰٫۶ $ میلیارد            | ۷۳ | ایالات متحده آمریکا | صنایع کوک      |
| ۸    | شلدون ادلسون   | ۳۸٫۱ $ میلیارد            | ۸۰ | ایالات متحده آمریکا | لاس‌وگاس سندز   |
| ۹    | کریستی والتون  | ۳۸٫۱ $ میلیارد            | ۵۸ | ایالات متحده آمریکا | وال‌مارت        |
| ۱۰   | جیم والتون     | ۳۵٫۷ $ میلیارد            | ۶۵ | ایالات متحده آمریکا | وال‌مارت        |

### ۲۰۱۳
| رتبه | نام            | دارایی خالص (دلار آمریکا) | سن | شهروندی             | منبع کسب ثروت  |
| ---- | -------------- | ------------------------- | -- | ------------------- | -------------- |
| ۱    | کارلوس اسلیم   | ۷۳ $ میلیارد              | ۷۳ | مکزیک               | آمریکا موویل   |
| ۲    | بیل گیتس       | ۶۷ $ میلیارد              | ۵۷ | ایالات متحده آمریکا | مایکروسافت     |
| ۳    | آمانسیو اورتگا | ۵۷ $ میلیارد              | ۷۷ | اسپانیا             | ایندیتکس       |
| ۴    | وارن بافت      | ۵۳٫۵ $ میلیارد            | ۸۳ | ایالات متحده آمریکا | برکشایر هاتاوی |
| ۵    | لری الیسون     | ۴۳ $ میلیارد              | ۶۹ | ایالات متحده آمریکا | شرکت اوراکل    |
| ۶    | چارلز کوک      | ۳۴ $ میلیارد              | ۷۷ | ایالات متحده آمریکا | صنایع کوک      |
| ۷    | دیوید کوک      | ۳۴ $ میلیارد              | ۷۳ | ایالات متحده آمریکا | صنایع کوک      |
| ۸    | لی کا-شینگ     | ۳۱ $ میلیارد              | ۸۵ | هنگ کنگ             | هاچیسون وامپو  |
| ۹    | لیلیان بتنکور  | ۳۰ $ میلیارد              | ۹۰ | فرانسه              | لورئال         |
| ۱۰   | برنار آرنو     | ۲۹ $ میلیارد              | ۶۴ | فرانسه              | ال و ام هاش    |

### ۲۰۱۲
| رتبه | نام            | دارایی خالص (دلار آمریکا) | سن | شهروندی             | منبع کسب ثروت  |
| ---- | -------------- | ------------------------- | -- | ------------------- | -------------- |
| ۱    | کارلوس اسلیم   | ۶۹ $ میلیارد              | ۷۲ | مکزیک               | آمریکا موویل   |
| ۲    | بیل گیتس       | ۶۹ $ میلیارد              | ۵۶ | ایالات متحده آمریکا | مایکروسافت     |
| ۳    | وارن بافت      | ۴۴ $ میلیارد              | ۸۱ | ایالات متحده آمریکا | برکشایر هاتاوی |
| ۴    | برنار آرنو     | ۴۱ $ میلیارد              | ۶۳ | فرانسه              | ال و ام هاش    |
| ۵    | آمانسیو اورتگا | ۳۷٫۵ $ میلیارد            | ۷۵ | اسپانیا             | ایندیتکس       |
| ۶    | لری الیسون     | ۳۶ $ میلیارد              | ۶۷ | ایالات متحده آمریکا | شرکت اوراکل    |
| ۷    | ایکی باتیستا   | ۳۰ $ میلیارد              | ۵۵ | برزیل               | ای‌بی‌اکس گروپ   |
| ۸    | استفان پیرسون  | ۲۶ $ میلیارد              | ۶۴ | سوئد                | اچ اند ام      |
| ۹    | لی کا-شینگ     | ۲۵٫۵ $ میلیارد            | ۸۳ | هنگ کنگ             | هاچیسون وامپو  |
| ۱۰   | کارل آلبرشت    | ۲۸٫۴ $ میلیارد            | ۹۲ | آلمان               | آلدی           |

### ۲۰۱۱
| رتبه | نام                    | دارایی خالص (دلار آمریکا) | سن | شهروندی             | محل اقامت           | منبع کسب ثروت      |
| ---- | ---------------------- | ------------------------- | -- | ------------------- | ------------------- | ------------------ |
| ۱    | کارلوس اسلیم           | $ ۷۴ میلیارد              | ۷۱ | مکزیک               | مکزیک               | آمریکا موویل       |
| ۲    | بیل گیتس               | $ ۵۶ میلیارد              | ۵۵ | ایالات متحده آمریکا | ایالات متحده آمریکا | مایکروسافت         |
| ۳    | وارن بافت              | $ ۵۰ میلیارد              | ۸۰ | ایالات متحده آمریکا | ایالات متحده آمریکا | برکشایر هاتاوی     |
| ۴    | برنار آرنو             | $ ۴۱ میلیارد              | ۶۲ | فرانسه              | فرانسه              | LVHM               |
| ۵    | لری الیسون             | $ ۳۹٫۵ میلیارد            | ۶۶ | ایالات متحده آمریکا | ایالات متحده آمریکا | شرکت اوراکل        |
| ۶    | لاکشمی میتال           | $ ۳۱٫۱ میلیارد            | ۶۰ | هند                 | بریتانیا            | آرسلور میتال       |
| ۷    | آمانسیو اورتگا         | $ ۳۱ میلیارد              | ۷۴ | اسپانیا             | اسپانیا             | ایندیتکس           |
| ۸    | ایکی باتیستا           | $ ۳۰ میلیارد              | ۵۳ | برزیل               | برزیل               | ای‌بی‌اکس گروپ       |
| ۹    | موکش آمبانی            | $ ۲۷ میلیارد              | ۵۳ | هند                 | هند                 | ریلاینس اینداستریز |
| ۱۰   | کریستی والتون          | $ ۲۶٫۵ میلیارد            | ۵۵ | ایالات متحده آمریکا | ایالات متحده آمریکا | وال‌مارت            |
| ۱۱   | لی کا-شینگ             | $ ۲۶ میلیارد              | ۸۲ | هنگ کنگ             | هنگ کنگ             | هاچیسون وامپو      |
| ۱۲   | کارل آلبرشت            | $ ۲۵٫۵ میلیارد            | ۹۱ | آلمان               | آلمان               | آلدی               |
| ۱۳   | استفان پیرسون          | $ ۲۴٫۵ میلیارد            | ۶۳ | سوئد                | سوئد                | اچ اند ام          |
| ۱۴   | ولادیمیر لیسین         | $ ۲۴ میلیارد              | ۵۴ | روسیه               | روسیه               | نوولیپتسک استیل    |
| ۱۵   | لیلیان بتنکور          | $ ۲۳٫۵ میلیارد            | ۸۸ | فرانسه              | فرانسه              | لورئال             |
| ۱۶   | شلدون ادلسون           | $ ۲۳٫۳ میلیارد            | ۷۷ | ایالات متحده آمریکا | ایالات متحده آمریکا | سندز لاس‌وگاس       |
| ۱۷   | دیوید تامسون و خانواده | $ ۲۳ میلیارد              | ۵۳ | کانادا              | کانادا              | تامسون رویترز      |
| ۱۸   | چارلز جی. کوک          | $ ۲۲ میلیارد              | ۷۵ | ایالات متحده آمریکا | ایالات متحده آمریکا | صنایع کوک          |
| ۱۸   | دیوید اچ. کوک          | $ ۲۲ میلیارد              | ۷۰ | ایالات متحده آمریکا | ایالات متحده آمریکا | صنایع کوک          |
| ۲۰   | جیم والتون             | $ ۲۱٫۳ میلیارد            | ۶۳ | ایالات متحده آمریکا | ایالات متحده آمریکا | وال‌مارت            |